# Chrasmarus
Chrasmarus (ou Crasmar, Crasmire, Crasmarus, Chrasmaire, Crausmaire, Chrasmare), peut-être mort en 621, est un prélat franc de la fin du VIe siècle, évêque de Noyon-Tournai vers 575.

## Biographie

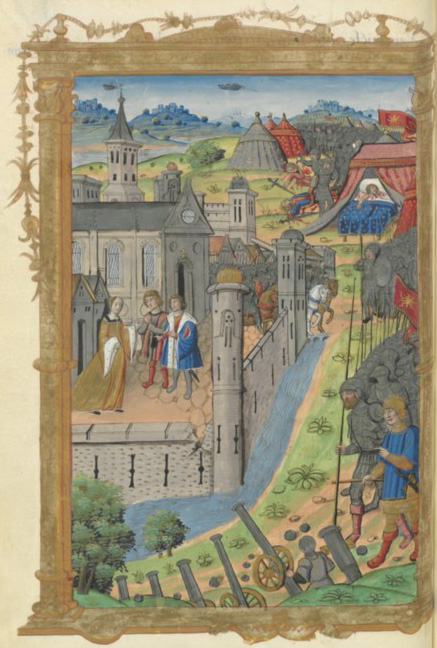
Siège de Tournai. Guillaume Crétin, Bibliothèque Nationale de France, Rouen.

Chrasmarus, à propos duquel il n’existe que peu de sources, est mentionné comme évêque de Noyon-Tournai vers 575. Les principales données à son sujet se réfèrent à l’épisode historique durant lequel le roi Chilpéric Ier, en conflit avec son demi-frère Sigebert, se retranche en 575 dans la ville de Tournai. Selon une charte à l’authenticité discutée, le souverain aurait fait don à Chrasmarus, ainsi qu’à l’église Notre-Dame de Tournai, du tonlieu (droit de péage) sur l’Escaut,, en reconnaissance du bon accueil qui lui aurait été réservé. Chilpéric aurait également accordé à l’évêque le droit d’établir les poids et monnaies dans la ville de Tournai,. Chrasmarus aurait baptisé Samson (575-577), fils de Chilpéric, né de Frédégonde durant le siège de la ville,.
Selon une source en faisant le prédécesseur direct de Saint Achaire à l’évêché de Noyon, Chrasmarus pourrait être mort en 621. D'autres sources mentionnent deux évêques (Evroul ou Ebrulf, Bertond ou Bertimond) entre le magistère de Chrasmarus et celui de Saint Achère.